# 西伯利亚冷杉
西伯利亚冷杉（學名：Abies sibirica）又名新疆冷杉，是冷杉属下的一个物种，其种加词“sibirica”意为“西伯利亚的”。它是一种常绿树，主要分布在俄罗斯伏尔加河以东地区、中亚、新疆北部、蒙古和中国大陆的黑龙江、新疆等地。生长於海拔1,900米至2,350米的地区，多生长於阴湿山坡，目前已由人工引种栽培。

## 分布
西伯利亚冷杉生活在寒冷的极地气候中，他们生活在山地或者河谷的湿润土壤中，一般高度在1900至2400米之间。它非常耐阴耐寒，可以忍受-50℃的低温。由于它容易受到真菌腐蚀，所以樹龄很少高于200岁。

## 描述
西伯利亚冷杉可以长到30至35米高，在胸部高度它们的直径可以达0.5至一米。它们的树冠是圆锥形的。树皮灰绿至灰棕色，光滑，如同其它冷杉从树皮中渗透出树脂。芽黄灰色，富有树脂，稍许有毛。叶针状，两至三厘米长，平均1.5毫米宽。它们的上面为淡绿色，下面有两条灰白色的带有气孔的带子，它们直接长在茎上。它们很软，平，气味很重。毬果圆柱状，5至9.5厘米长，2.5至3.5厘米宽，鳞内有小叶。秋中它们成熟时从蓝色转为棕色和深棕色。种子七毫米长，带有三角形的0.7至1.3厘米长的翼。毬果成熟后从树上掉下来的时候种子被放出。

## 异名
- Abies krylovii Golub
- Abies sibirica f. alpina Poljakov
- Picea sibirica Godr.
- Pinus pichta Lodd.

## 亚种
- Abies sibirica subsp. semenovii (B.Fedtsch.) Farjon
- 指名亚种 Abies sibirica subsp. sibirica

西伯利亚冷杉有两个亚种。除了上面叙述的常见的亚种外还有一个只生长在吉尔吉斯斯坦。它的小枝明显坚固，很少有树枝，松塔黄棕色，小叶比较宽。
从叶子里提取的精油可以用来做芳香療法和香水。西伯利亚冷杉软和轻，被用来制造家具和木浆。